# Latiaxis wormaldi
Latiaxis wormaldi es una especie de molusco gasterópodo de la familia Muricidae.

## Distribución geográfica

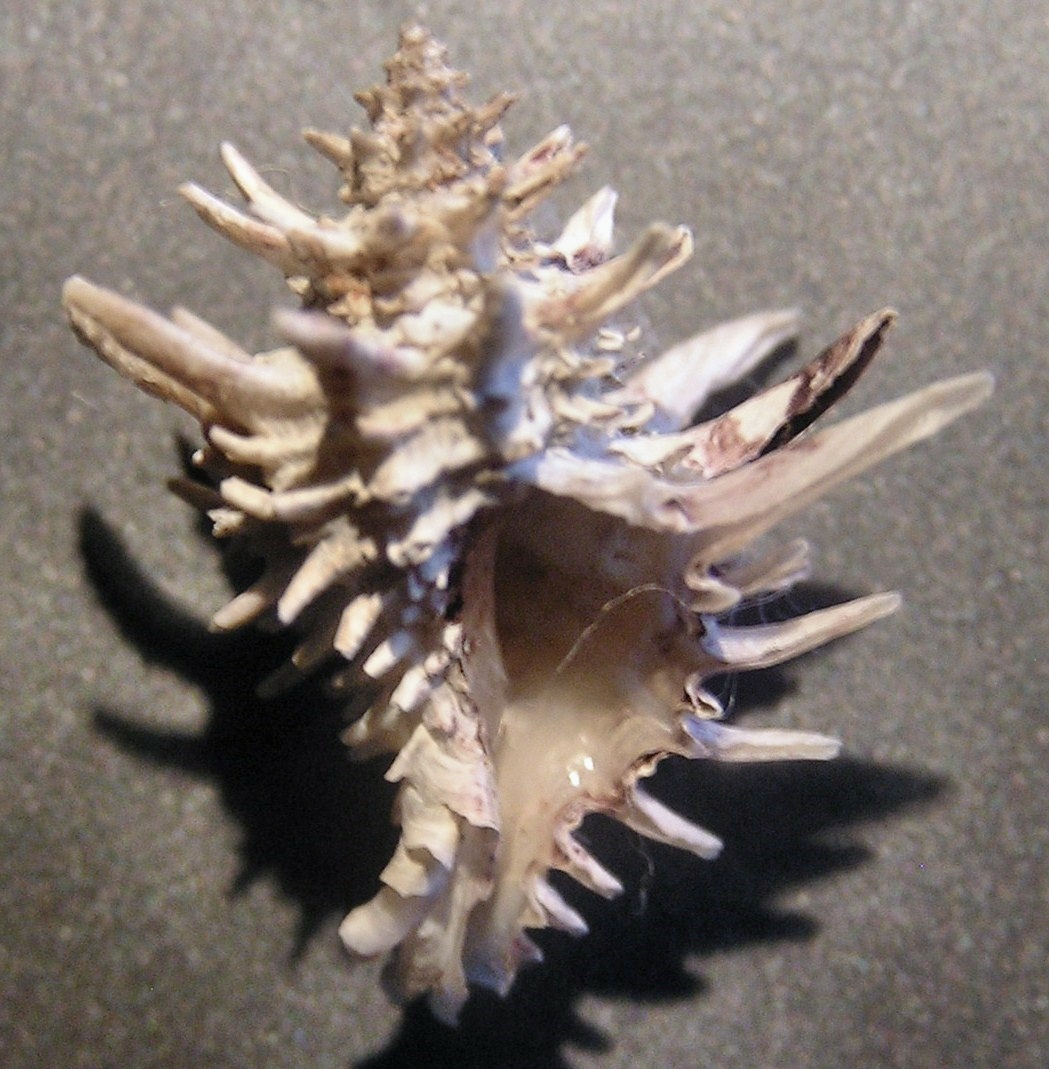
Latiaxis wormaldi, apertural view

Se encuentra  en Nueva Zelanda.